# Yan Couto
Yan Couto (Curitiba, Brasil, 3 de juny de 2002) és un futbolista professional brasiler. La seva posició en el terreny de joc és de defensa, al lateral dret. Actualment juga al Borussia Dortmund, cedit pel Manchester City FC.

## Carrera esportiva
Format a les categories inferiors del Coritiba Foot Ball Club, va fer el salt a Europa després de jugar tan sols un parell de partits amb el primer equip. El juliol de 2020 s'incorpora a la disciplina del Manchester City, però poc després és cedit al Girona FC gràcies al conveni de col·laboració entre ambdós clubs. Amb el club català jugaria el playoff d'ascens a primera divisió, però cauria eliminat en l'última ronda. Per continuar amb la seva progressió, el 2021 l'equip anglès cedeix Couto al SC Braga, on jugaria molts minuts a la banda dreta -tant en defensa com en posicions més avançades- i finalitzaria la lliga portuguesa en 4a posició. L'estiu de 2022 tornaria a Girona, amb l'equip blanc-i-vermell de volta a Primera i, a final de curs, el conjunt entrenat per Míchel va anunciar que s'havia ampliat la cessió del lateral per a disputar la temporada 2023-2024.
Yan Couto, que havia estat internacional en categories inferiors, va debutar l'octubre de 2023 amb la selecció absoluta del Brasil.